# Cordylancistrus pijao
Cordylancistrus pijao is een straalvinnige vissensoort uit de familie van de harnasmeervallen (Loricariidae). De wetenschappelijke naam van de soort is voor het eerst geldig gepubliceerd in 2017 door Provenzano en Villa-Navarro.